# Dora Várkonyi
Dora Várkonyi (* 18. September 1953 in Debrecen) ist eine deutsche Bildhauerin.

## Leben
Dora Várkonyi studierte an der staatlichen Akademie der bildenden und schönen Künste in Stuttgart Keramik, Kunsterziehung und Kunstwissenschaften. 1981 machte sie das Staatsexamen, seitdem ist sie freischaffende Künstlerin. Von 1983 bis 2011 war sie Dozentin an der Freien Kunstakademie Nürtingen. Ihr Atelier befindet sich in Stuttgart.

## Auszeichnungen
- Wettbewerb der Kunstakademie Stuttgart
- Förderpreis für junge Künstler und Wissenschaftler, Rotary-Club
- St. Leopold Friedenspreis, Klosterneuburg – Wien

## Werk
- 1981 bis 2010 entstanden unter anderem die Arbeiten: Übergänge in der Natur, Geburt, Hexentanz, Ruinen, Frauen auf Sofas, Liebe, Ruinen, Spielereien, Berührung mit Blumen, Reise, Wegbegleiter, Lebensbaum, Lichtwesen, Der freie Wille, Die Illusion der festen Grenzen in Zeit und Raum, Krieg, Kollateralschaden, Wechsel der Dimensionen, Häutungen und Wandtagebuch.
- 2010 bis 2012 entstanden die lebensgroßen Kinderskulpturen Brüche in der Biografie (bzw. zweibiszwölf). Diese Arbeit erhielt 2010 den St. Leopold Friedenspreis. Sieben von ihnen stehen im Museum Klosterneuburg-Wien.

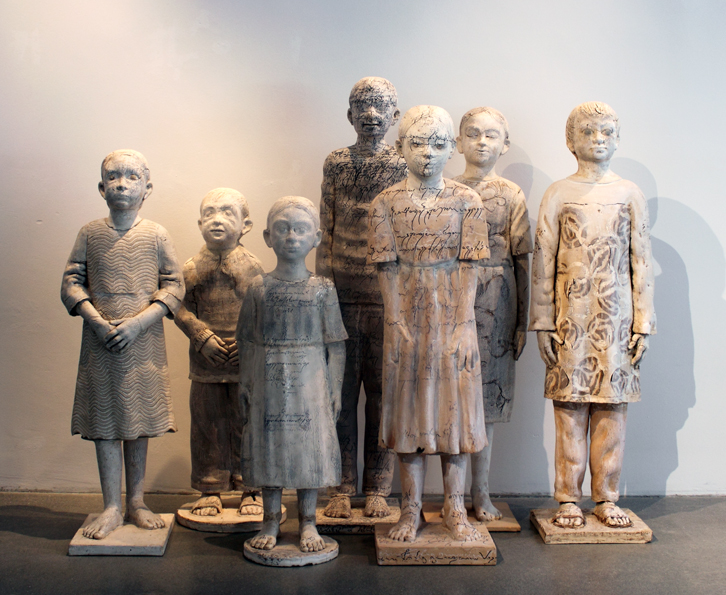
Brüche in der Biografie, lebensgroße Kinderskulpturen, 2011

- 2013 und 2014 entstand die Skulpturengruppe „zeitlosnah“. Hierbei ist der Künstlerin Dora Várkonyi in mehrerlei Hinsicht etwas Einmaliges gelungen. Aktuelle Themen und zeitlos archaische Gedanken miteinander zu verbinden, das Material Ton auf einmalige Art als Ausdrucksmittel zu verwenden und lebensgroße, stehende Frauenskulpturen aus Ton zu erschaffen (Höhe ca. 182 cm). Alle Figuren sind Unikate. Sie sind kostbar als Einzelstück aber auch als Teil des Ganzen, in welchen sie als Element eines großen Musters wirken. Die Titel symbolisieren die Inhalte:  Gerechtigkeit, Mut, Intelligenz, Schönheit, Kraft, Stärke, Schmerz, Leid, Empathie, Liebe usw.

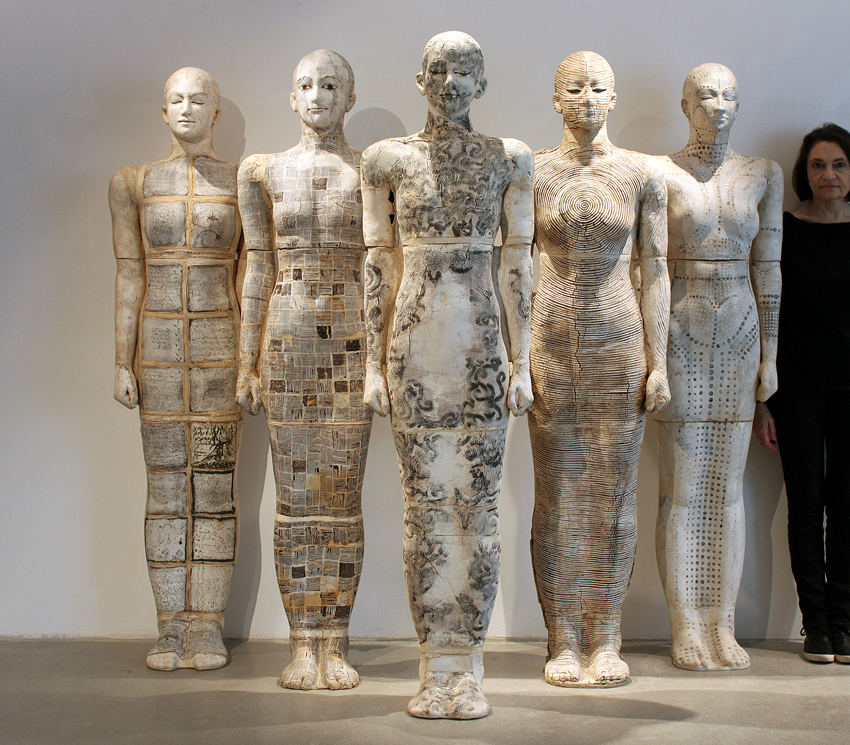
zeitlosnah, Frauenskulpturen, 2013/2014

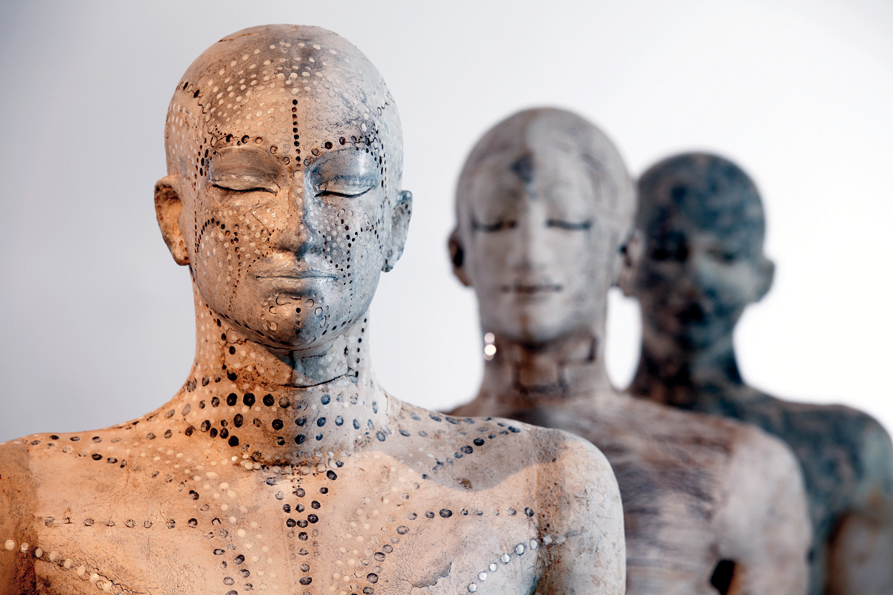
zeitlosnah, Detail

## Werke in öffentlichen Sammlungen
- Unterkunftsgebäude der Bereitschaftspolizei in Göppingen
- Kindertagesstätte Waldallee Remseck
- Amtsgericht Ravensburg
- Museum Klosterneuburg – Wien
- Rockstar Stuttgart
- Privathäuser

## Mitgliedschaften
- Verband Bildender Künstler und Künstlerinnen Württemberg (VBKW).